# Just Cause
Just Cause — комп'ютерна гра, екшн від третьої особи, розроблена компанією Avalanche Studios і випущена Eidos Interactive. Вийшла 26 вересня 2006 року. За сюжетом гри головний герой, спеціальний агент ЦРУ Ріко Родрігес, вирушає до маленької тропічної держави Сан-Есперіто з метою будь-яку ціну повалити корумповану владу президента країни — Сальвадора Мендози. Ігровий процес нелінійний, 1025 квадратних кілометрів тропічних джунглів, пляжів і населених пунктів можна досліджувати самостійно. Цей безпрецедентно досконало продуманий ігровий світ створений на ігровому двигуні Avalanche Engine, який послідовно завантажує деталізовані ландшафти, що багаторазово скорочує час завантаження карти. У грі передбачено понад 80 способів пересування по землі, воді і повітрям. У грі є мотоцикли, автомобілі, човни, субмарини, гелікоптери та літаки, які можна використовувати. Ріко має заручитися підтримкою партизан-повстанців, побудувати відносини з картелем наркобаронів і виконати не одну місію, щоб повалити режим диктатора.